# Sinotherium
Il sinoterio (Sinotherium lagrelii) è un mammifero perissodattilo estinto, appartenente ai rinoceronti. Visse nel Miocene superiore (circa 8 - 6 milioni di anni fa) e i suoi resti fossili sono stati ritrovati in Asia (Cina, Mongolia, Kazakistan). 

## Descrizione
Questo animale era un grande rinoceronte, di dimensioni probabilmente maggiori di quelle del più grande rinoceronte esistente oggi, il rinoceronte bianco. Si stima che Sinotherium potesse pesare fino a 7 tonnellate, mentre il rinoceronte bianco supera di poco le 3 tonnellate. Sinotherium è noto principalmente per materiale cranico, e una ricostruzione di questo animale è possibile solo confrontando i resti con quelli di un altro rinoceronte simile ma meglio conosciuto, Elasmotherium.  
Sinotherium doveva essere un animale dal corpo possente, dotato di lunghe ma robuste zampe e di denti molariformi dalla corona molto alta. Nel 2013 è stato descritto per la prima volta un cranio abbastanza completo, sufficiente a ricostruire la morfologia cranica dell'animale. Il cranio possedeva una regione nasofrontale fortemente elevata, che formava una sorta di enorme cupola cava, nettamente in contrasto con la stessa regione piatta e liscia che si riscontra in altri animali simili ma più antichi (come Ningxiatherium). La struttura di questa cupola permetteva di ridurre il peso delle ossa nasali e frontali. La "gobba" che sosteneva il corno nasale era spostata verso l'indietro, fino a raggiungere le ossa frontali per connettersi con un'altra "gobba" che evidentemente doveva sostenere un altro corno, più piccolo. Questa particolare combinazione di corna sembra essere stata esclusiva di Sinotherium.  
La superficie dorsale delle strutture che sorreggevano le corna era dotata di numerosi solchi, per irrobustire l'adesione di un enorme corno nasale e di un corno frontale più piccolo. La superficie ventrale possedeva invece un setto sagittale ossificato, e molte coste laterali che formavano una struttura di supporto migliorato simile alla struttura della foglia del giglio d'acqua (gen. Victoria). Un corno nasale gigantesco senza altra compensazione sarebbe stato impossibile da sostenere, anche con la presenza di un setto ossificato, e così il corno nasale ha dovuto spostarsi all'indietro, verso le ossa frontali. Il cranio era inoltre dotato di enormi condili occipitali, simili a quelli di altri rinoceronti simili (ad esempio Ningxiatherium e Iranotherium), ad indicare che il cranio era pesante e ancora dolicocefalico. Il successivo Elasmotherium, dotato di condili meno sviluppati, aveva un cranio brachicefalico. 

## Classificazione
Sinotherium è noto grazie a resti fossili frammentari rinvenuti nei depositi del Miocene superiore della Cina (contea di Baode, provincia dello Shaanxi), del Kazakistan e della Mongolia. Per lungo tempo questo animale è stato conosciuto solo grazie a frammenti e a denti isolati, fino a quando (nel 2013) un cranio parziale in buono stato di conservazione è stato ritrovato nelle argille rosse del bacino di Linxia (Cina nordoccidentale). Sinotherium è stato a volte considerato congenerico con Elasmotherium, un altro rinoceronte gigantesco apparso solo nel Pliocene, ma il nuovo cranio ha messo in luce sufficienti differenze morfologiche da permettere una distinzione tra i due generi. 
Sinotherium, con i suoi due corni, sembrerebbe essere stato una forma transizionale tra gli elasmoteri primitivi come Ougandatherium, Iranotherium e Ningxiatherium e il cosiddetto unicorno gigante (gen. Elasmotherium), l'ultimo rappresentante del clade. Sembra che nel corso dei milioni di anni gli elasmoteri abbiano arretrato l'enorme corno nasale fino a renderlo una struttura posta sopra la calotta cranica. Sulla base del cranio di Sinotherium, è possibile ipotizzare l'evoluzione dello "spostamento". I lunghi crani degli elasmoteri arcaici richiedevano una forza eccezionale ai muscoli del collo; per poter sviluppare un corno ancor più grande, questi animali seguirono due successivi passi: in primo luogo, il corno nasale si spostò all'indietro per diventare un corno frontale, e in secondo luogo il lungo cranio dolicocefalico divenne un corto cranio brachicefalico. Nello step evolutivo rappresentato da Sinotherium, il cranio divenne più grande e si spostò verso l'indietro, e nel frattempo si sviluppò un secondo corno, più piccolo, si sviluppò ancora più indietro per poi andare a fondersi con il corno "nasale", finendo per formare un colossale corno centrale (step rappresentato da Elasmotherium). La scoperta del cranio di Sinotherium dal doppio corno ha inoltre spiegato una sutura trasversale presente sulla cupola di Elasmotherium, precedentemente ritenuta un enigma. Ora è chiaro che questa sutura è ciò che rimane della fusione tra le due strutture che sorreggevano le corna di Sinotherium.